# Dignac
Dignac is een gemeente in het Franse departement Charente (regio Nouvelle-Aquitaine). De plaats maakt deel uit van het arrondissement Angoulême. Dignac telde op 1 januari 2022 1.373 inwoners.

## Geografie
De oppervlakte van Dignac bedroeg op 1 januari 2022 27,66 vierkante kilometer; de bevolkingsdichtheid was toen 49,6 inwoners per km².
De onderstaande kaart toont de ligging van Dignac met de belangrijkste infrastructuur en aangrenzende gemeenten.

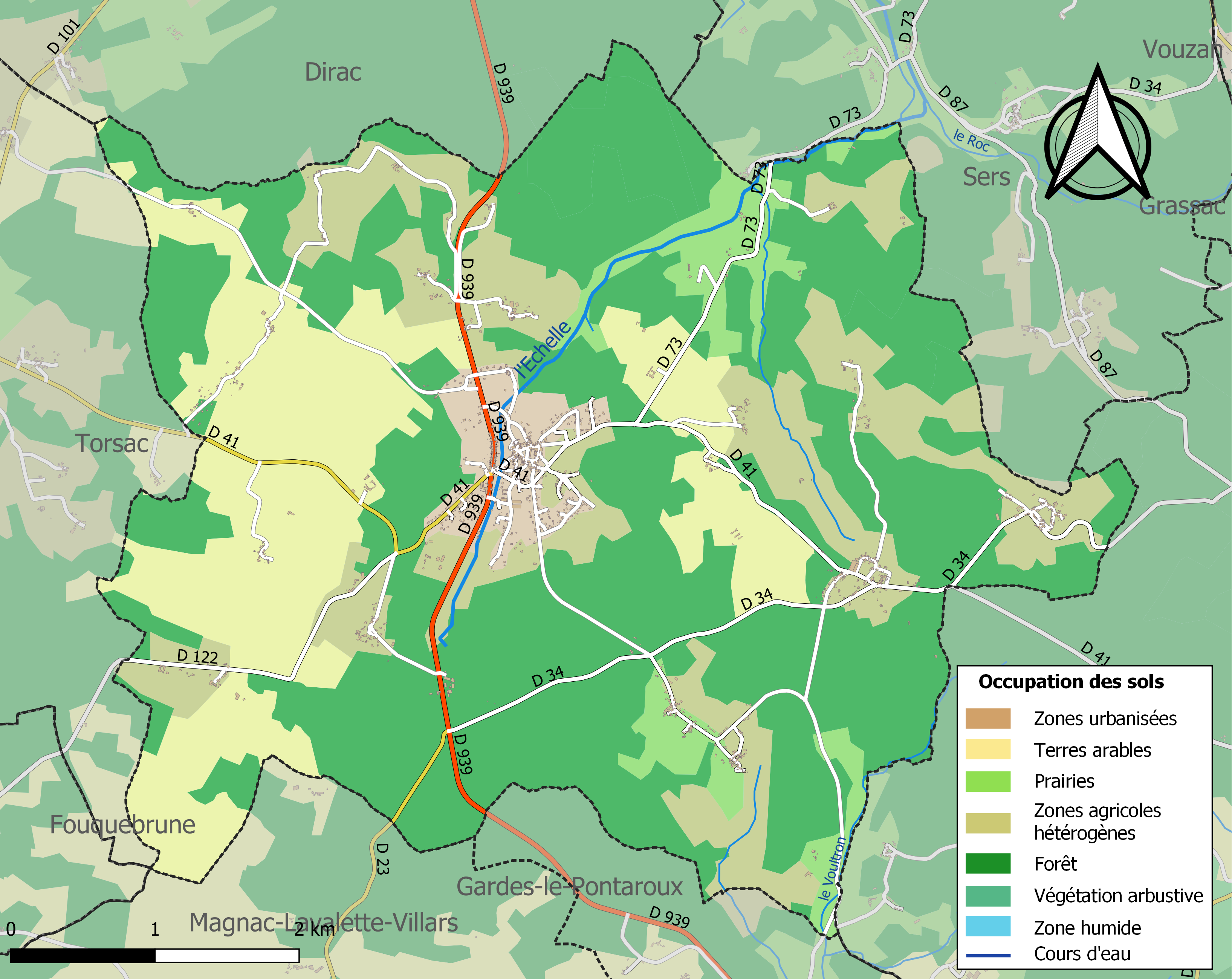

## Demografie
Onderstaande figuur toont het verloop van het inwonertal (bron: INSEE-tellingen).